# Байов Олексій Костянтинович
Байов Олексій Костянтинович (Баиов) (*20 лютого 1871 — †8 вересня 1935) — військовий історик і теоретик, генерал-лейтенант.

## Життєпис
Народився в Умані. Походив з родини полтавських дворян, син генерала. Закінчив Володимирський кадетський корпус у Києві, друге військове Костянтинівське училище (1890) та Імператорську військову академію в Санкт-Петербурзі (1896). Служив у Віленському військ. окрузі. 1902 призначений штаб-офіцером, завідувачем навчальної частини, управителем справ (1904—1914), водночас від 1906 — професор кафедри історії військового мистецтва Академії Генштабу, Військово-історичної комісії з опису російсько-японської війни. Автор праць з історії військового мистецтва. Редактор «Известий Императорской Николаевской военной академии» (1910—1914), один із засновників Імператорського Російського військово-історичного товариства і редактор його журналу в 1912—1914 роках. Під час Першої світової війни був генералом для доручень при командуванні 8-ю армією, начальником штабу армійського корпусу і 3-ї армії, командиром піхотної дивізії 50-го армійського корпусу. Після Жовтневої революції 1917 очолював комісію з упорядкування історичних архівів при Комісаріаті військово-навчальних закладів Петроградського військового округу. Проте згодом воював у Північно-Західній армії генерала від інфантерії Миколи Юденича, потрапив до Естонії, де до 1926 викладав у Талліннському військовому училищі і на курсах Генштабу естонської армії. На еміграції друкувався в журналі «Часовой» та газеті «Возрождение» (Париж). За військово-теоретичними поглядами належав до «академічної школи» російського військового теоретика Г. Леєра. Був засновником «російської школи», яка стверджувала, що військова доктрина мусить мати національний характер і будуватися на вивченні російського військового мистецтва у його класичних зразках. Найповніше свої погляди виклав у праці «История военного искусства как наука» (1912). Помер у Таллінні.

## Твори
- (рос.)Военно-географический и статистический очерк Северной Кореи. СПб., 1904;
- (рос.)Приказы графа Миниха в 1736—1739 гг. В кн.: Сборник военно-исторических материалов, вып. 14. СПб., 1904;
- (рос.)Русская армия в царствование императрицы Анны Иоанновны: Война России с Турцией в 1736–39 гг., т. 1–2. СПб., 1906;
- (рос.)Курс истории русского военного искусства, вып. 1–7. СПб., 1909–13; Военное дело в эпоху императора Павла I. В кн.: История русской армии и флота, т. 3. М., 1911;
- (рос.)Значение В. О. Ключевского для русской военной исторической науки. «Известия Императорской Николаевской военной академии», 1911, № 21;
- (рос.)История русской армии: Курс военных училищ, вып. 1, СПб., 1912; Записка об инструкции отделам Императорского Русского военно-исторического общества, кн. 1. СПб., 1913;
- (рос.)Национальные черты русского военного искусства в романовский период нашей истории. СПб., 1913;
- (рос.)Конспект по истории военного искусства России. СПб., 1914;
- (рос.)Отзыв о сочинении Н. П. Волынского «Постепенное развитие русской регулярной кавалерии в эпоху Петра Великого». Пг., 1917.